# Мунк, Адольф Фредрик
Адольф Фредрик Мунк (швед. Adolf Fredrik Munck; 29 апреля 1749, Рантасалми — 18 июля 1831, Масса) — граф, фаворит шведского короля Густава III и предполагаемый отец его официального сына, короля Швеции Густава IV Адольфа, на которого тот был очень похож.

## Биография
Родился 29 апреля 1749 года в поместье Раутакюле в финской провинции Рантасалми. Принадлежал к бедному дворянскому роду, известному с XVI века. Его отцом был подполковник Андерс Эрик Мунк, матерью — Хедвига Юлиана Райт.
В 16 лет юный Мунк отправился в Стокгольм, где поступил на службу ко двору пажом (1765). В 1767 году он был назначен камер-пажом короля Адольфа Фредрика, а затем и Густава III, который в 1771 году сделал его корнетом лейб-драгунского полка, а годом позже первым камер-пажом. Пользуясь расположением короля, он и дальше продолжал успешно продвигаться по служебной лестнице: в 1777 году он уже был первым шталмейстером, а годом позже получил титул барона.

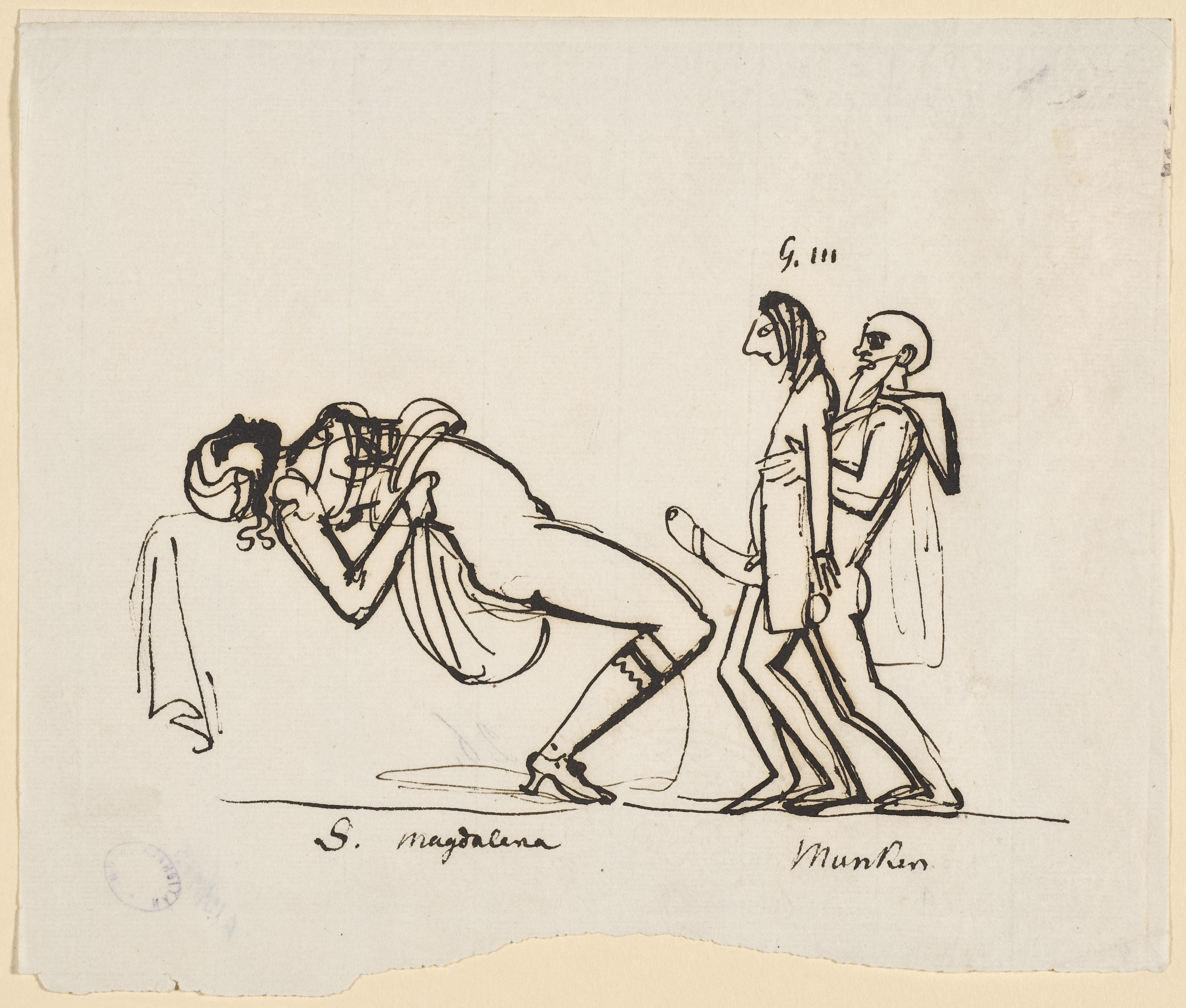
Мунк «помогает» Густаву III зачать наследника. Карикатура графа К. А. Эренсверда.

 У короля не было наследников, поскольку он находился с королевой в прохладных отношениях. Мунк уговорил Густава пойти с ней на сближение, благодаря чему у них в 1778 году родился будущий король Густав IV Адольф. Однако ходили слухи, что отцом ребёнка был сам Мунк.
В 1778 году Густав III попытался устроить личную жизнь фаворита, присмотрев ему в жёны дочь богатого промышленника Альстрёмера. Однако девушка не изъявила желания выйти замуж за Мунка, и ему пришлось довольствоваться получением поста интенданта Дротнингсхольмского и Свартшёского дворцов. В 1782 году стал подполковником адельсфана, однако в 1787 году оставил полк и на следующий год получил назначение на посты ландсхёвдинга Упсальского лена и президента Камер-Ревизии.
В 1789 году Мунк был возведён в графское достоинство. Королевские милости сыпались на него как из рога изобилия. В 1789 году он был оберстатгалтером Стокгольма и председателем комитета по вооружению флота и улучшению работы Адмиралтейства.
Одной из отличительных черт Мунка была страсть к деньгам. После нападения в 1789 году на Россию Густав III приказал начать подделку русских золотых монет для распространения в Российской империи. Зная об этом, Мунк в 1791 году поручил тем же людям, которые подделывали золотые, печатать так называемые «фанъельмовки», что якобы делалось в интересах короля. Однако в 1792 году в Финляндии был задержан распространитель фальшивых банкнот, назвавший имя Мунка. Тот всё отрицал. Король не успел довести расследование до конца, так как был смертельно ранен дворянами-заговорщиками на маскараде и умер от раны 29 марта 1792 года.
Ставший после гибели брата регентом при 14-летнем племяннике герцог Сёдерманландский (будущий король Карл XIII) из уважения к бывшему фавориту не стал накладывать на него сурового наказания, заставив всего лишь уйти в отставку со всех постов, отказаться от графского титула и ордена Серафимов, а также выехать за границу. За ним, однако, в качестве пенсии было сохранено его президентское жалование.
После того как Мунк оставил Швецию, он сменил фамилию сначала на Брингсон, а затем на Менк. Уже в 1793 году он начал переговоры со шведской миссией в Италии о возвращении ему титулов. Он грозил вернуться в Швецию, однако ему пообещали, что в этом случае его посадят в крепость. Тогда Мунк пригрозил опубликовать документы, компрометирующие многих лиц. Шведское правительство обеспокоилось и в конце 1795 года предложило ему выплачивать 2 тыс. голландских дукатов ежегодно. Однако Мунк отказался, желая восстановить своё доброе имя.
После того как стороны не смогли прийти к соглашению, шведское правительство 20 января 1796 года потребовало от герцога Тосканского выдачи Мунка. Однако ещё до получения от него отрицательного ответа в Пизе 23 января была осуществлена попытка выкрасть бывшего фаворита. Мунк, знавший о готовящемся похищении, заранее покинул город.
Какое-то время он скрывался и в отместку даже опубликовал свою переписку со шведским поверенным в делах Лагерсвердом (1796). Год спустя переговоры возобновились, однако вновь ни к чему не привели. В 1797 году он издал продолжение своей переписки, отправив один экземпляр непосредственно королю.
В 1798 году Мунк стал гражданином Цизальпинской республики. При этом ему пришлось отказаться от графского титула. Тогда же он приобрёл себе недвижимость возле Массы. В 1800 году король Густав IV Адольф назначил ему содержание в 1 тыс. голландских дукатов, однако после свержения короля в 1809 году выплата этих денег прекратилась. Тем не менее он постоянно обращался к Карлу XIII, а затем и Карлу XIV Юхану с ходатайствами о предоставлении ему содержания и, в конце концов, добился ежегодной пенсии в 400 риксдалеров банко (1825).
В 1817 году Мунк натурализовался в герцогстве Масса-Каррара. Умер 18 июля 1831 года в Массе. Женат никогда не был.

## В культуре
Мунк стал персонажем телефильма «Брак короля Густава III» (2001).